# 아메르스포르트
아메르스포르트 (Amersfoort)는 네덜란드, 위트레흐트주의 자치제이자 두 번째로 큰 도시이다. 2009년에 아메르스포르트는 도시 탄생 750주년을 맞이하였다.

## 자매 도시
- 체코 리베레츠 (Liberec)

## 참고
1. ↑  “Home Page” (네덜란드어). Amersfoort 750. 2009년 1월 24일에 확인함.